# Vodní mlýn v Bernarticích nad Odrou
Vodní mlýn v Bernarticích nad Odrou (Nový lesní, Dolní, Valchovní, Panský mlýn) je mlýn, který stojí severně od obce na řece Odra. Je zachovaný včetně technologie a chráněný jako nemovitá kulturní památka České republiky.

## Historie
Na místě vodního mlýna stála od roku 1658 valcha postavená vrchností na louce u gruntu čp. 29. Roku 1683 se sem přiženil Jiří Melč, který koupil starý mlýn i novou valchu za 600 zlatých. O čtyři roky později byla nová valcha uvedena jako panský mlýn se zařízením pro valchu (ta je zde naposledy připomínána roku 1698).
9. března 1722 převzal syn Václav Melč starý mlýn i s novým lesním mlýnem za 600 zlatých a roku 1756 oba mlýny jeho potomci spojili. V letech 1763–1765 zde byl mlynářem Ondřej Wellert, kterému jako tajnému nekatolíku byl mlýn zkonfiskován a vrchností prodán v dražbě za 1 980 zlatých.
Roku 1935 mlýn koupil poslední mlynář Rudolf Bajer. 1. srpna 1953 bylo mletí zastaveno a zařízení zakonzervováno.

## Popis
Voda k mlýnu vede náhonem od jezu a od mlýna se vrací odtokovým korytem zpět do řeky. Jednostupňový jez na Odře je v koruně 27,5 metru široký s maximální výškou 3 metry, náhon je  dlouhý 60 metrů a má průtok regulován stavidlem. Původně zde byly 3 vodní kola na vrchní vodu; k roku 1930 je evidováno 1 kolo na vrchní vodu o hltnosti 1 m³/s, spádu 2,2 metru a výkonu 8,75 HP (nedochováno). Dochovala se násosková turbína systému Metaz a také kolo na střední vodu Zuppingerova systému, které má 32 lopatek, průměr 400 cm a vnější šíři 250 cm. Ve mlýně se také dochovala výroba elektrické energie, pila zanikla.
Nepodsklepená stavba na obdélném půdorysu 14 × 17 metrů má polovalbovou střechu krytou od roku 1880 eternitem. V jedné polovině je mlýnice, ve druhé obytná část - v přízemí se nachází starobylá jizba a kuchyně, v patře ložnice a dva menší pokoje.